# Texel Air

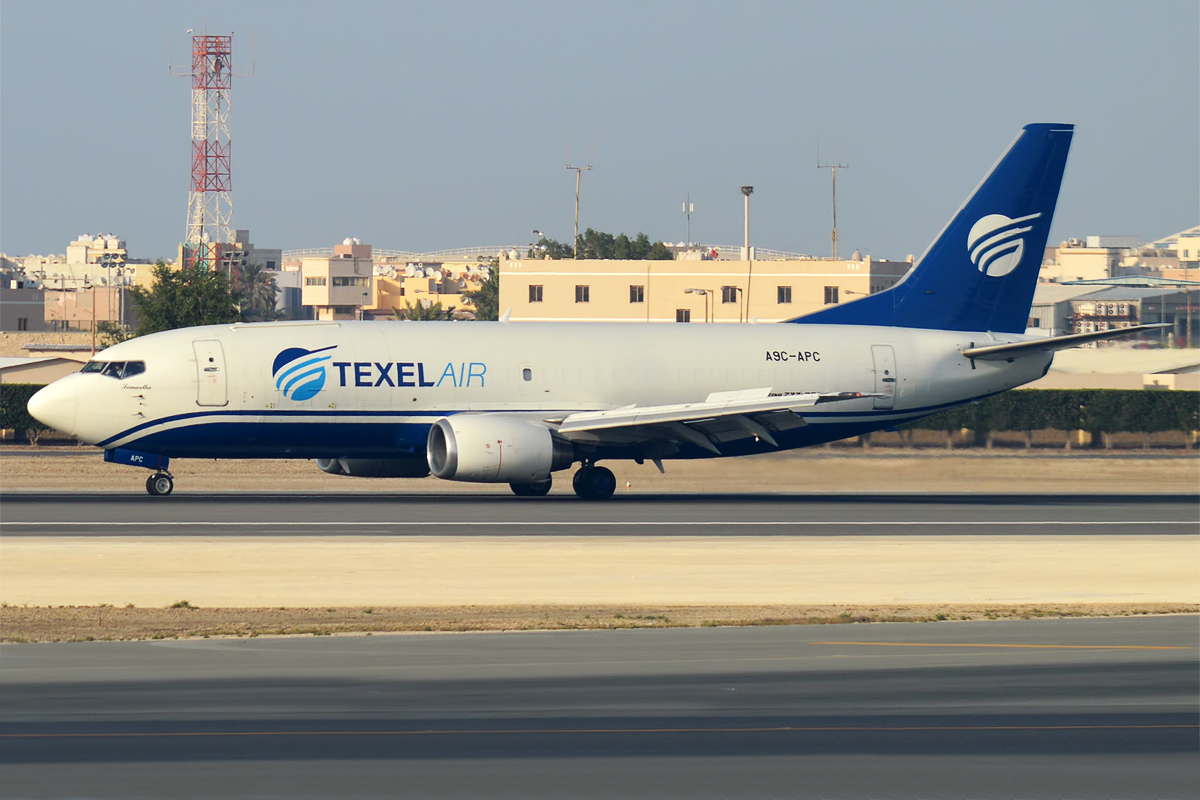
Самолёт Boeing 737-300F авиакомпании Texel Air

Texel Air — грузовая авиакомпания королевства Бахрейн, базируются в Международном аэропорту Бахрейна. Авиакомпания выполняет полёты на Ближнем Востоке, в Индии, Турции, Восточной Африке.

## История
Авиакомпания была создана в 2013 году.
В 2014 году начала выполнять полёты.
В 2023 году Texel Air объявила о создании дочерней авиакомпании в Новой Зеландии.

## Флот
До 2022 года флот Texel Air состоял из трёх самолётов: одного Boeing 737-300F и двух Boeing 737-700FC.
В начале 2022 года авиакомпания получила Boeing 737-800BCF, второй ожидался в мае.

### Галерея

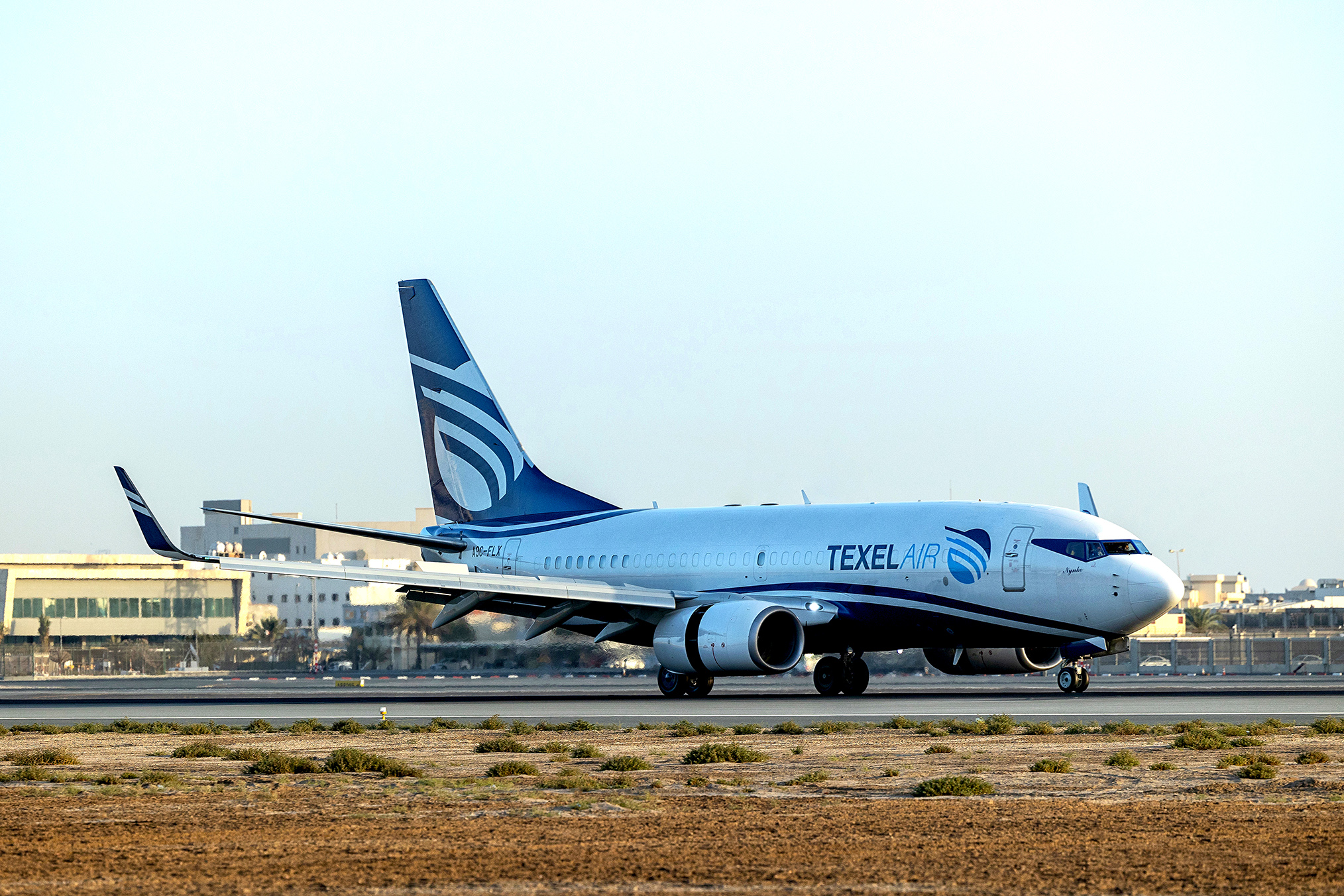
Boeing 737-700FC
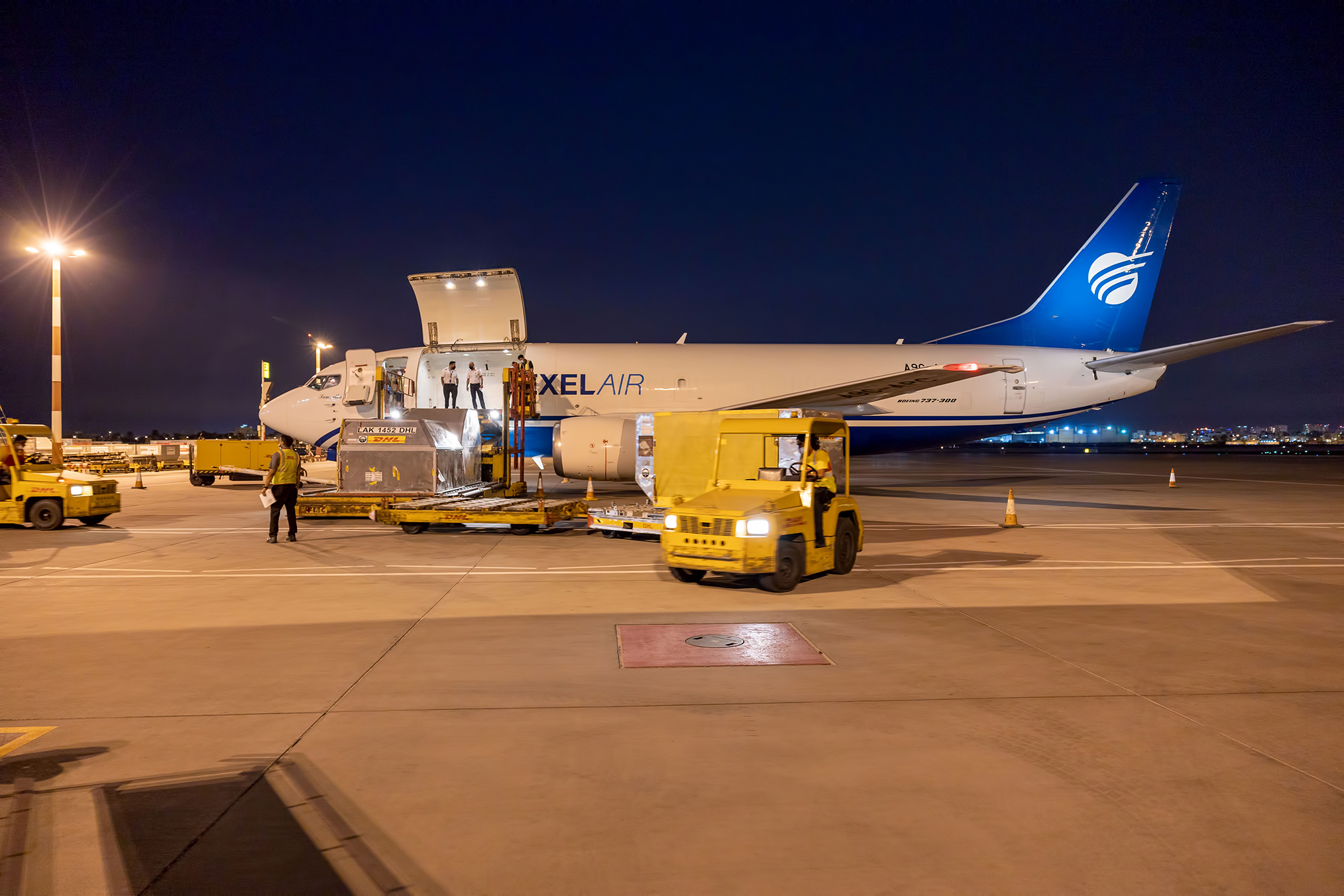
Boeing 737-300F